# 山本奈知
山本 奈知（やまもと なち、1986年6月6日 - ）は、千葉県松戸市出身の元女子競輪選手、元インラインスケート選手。日本競輪学校（当時。以下、競輪学校）第106期生。師匠は和泉田喜一（59期）。

## 経歴
旧姓は篠塚（しのづか）。聖徳大学附属女子高等学校出身。
13歳で本格的にインラインスケートの日本選手権デビューし、15歳でシニア部門の全日本総合で優勝。2010年、コロンビアのガルネで行われた世界選手権10000メートル ポイント & エリミネイションレースで2位に入った。その後、同年の広州アジア競技大会で同種目5位に入ったのを最後に現役を引退。その後、のちに夫となる山本紳貴（第107期）とともに、和泉田に師事して競輪学校入学を目指すことになった。
2012年12月20日、競輪学校第106回技能試験に合格。在校競走成績は5位（10勝）。
2014年5月9日、奈良競輪場でデビューし3着。初勝利は同年5月31日の佐世保競輪場。初優勝は同年9月18日の取手競輪場。
2015年3月17日、柏市で公道を自転車で走行中に歩行者と衝突事故を起こす。その後は暫く出場を自粛していたが、同年8月2日の青森FIでレースに復帰した。
その後、妊娠したため長期欠場。2018年2月に長女を出産したのち、同年8月よりレースに復帰した。
2020年1月のレースで落車したあと怪我の治療と妊娠のため再び長期欠場したが、2021年7月からレースに復帰した。
2022年2月以降は再び長期欠場しており、2023年4月に第3子を出産した。
2024年7月に約2年半の長期欠場から復帰したが、9月1日の青森競輪場での一般競走がラストランとなった。
2024年10月24日、選手登録消除。通算戦績は340戦23勝、優勝2回。